# Bouba-Ndjida-Nationalpark
Der Bouba-Ndjida-Nationalpark ist ein Nationalpark in der Nord-Provinz  Kameruns, der zur Rettung des Spitzmaulnashorns und der Riesen-Elenantilope eingerichtet wurde.

## Geschichte
Im Jahr 1932 wurde das Gebiet des Bouba-Ndjida zum Fauna-Reservat erklärt. Im Jahr 1947 wurde der Park als forstwirtschaftliches Reservat klassifiziert. 1968 erfolgte die Umwandlung in einen Nationalpark. Im Dezember 2007 wurde eine Annäherung der Nationalparks Sena-Oura (Tschad) und Bouba-Ndjida (Kamerun), als grenzüberschreitendes Biosphärenreservat vereinbart. Der Park gehört zur IUCN-Kategorie II.

## Geographie, Geologie und Klima
Der Bouba-Ndjida-Nationalpark grenzt an den Tschad. Gemeinsam mit dem Sena-Oura-Nationalpark auf der Seite Tschads wird das Gebiet als bi-nationaler Nationalpark betrachtet. Der Haupteingang zum Park befindet sich in Koum ca. 45 Kilometer östlich von Tchollire. Das Gebiet befindet sich an den Uferböschungen des Mayo-Lidi-Flusses. Die Landschaft wird durch schroff zerklüftete Felsen aus Granit und Gneis geprägt.
Der gesamte Park erstreckt sich über eine Fläche von rund 2200 km². Das Gebiet ist zwischen 350 und 900 Metern über dem Meeresspiegel. Der Jahresniederschlag beträgt 1200 mm.
In der Nähe des Bouba-Ndjida, zwischen dem 90 Kilometer entfernten Bénoué-Nationalpark und Bouba-Ndjida, befindet sich ein zwischen 1805 und 1808 errichteter Palast aus Lehmziegeln namens Rey-Bouba, der auf der UNESCO-Welterbe Vorschlagsliste steht. Der Park hat seinen Namen von einem Urahnen des heutigen Baba (≈Sultan) Abdoulaye. Dieser hatte den Namen Bouba N'Djida und siedelte sich 1799 im Gebiet aus Mali kommend an.

## Fossilien
Paläontologen fanden im Park Dinosaurier-Fossilien. Sie sind ähnlich wie die räumlich nahen sowie bekannteren und erst 1988 entdeckten Fossilien von Manangia im selben Department Mayo-Rey ca. 120 Millionen Jahre alt.

## Biodiversität

### Flora
Der Park besteht überwiegend aus offenem Wald und Buschsavanne. Teile der Savanne enthalten Elemente der Sahelzone. So besteht die Flora aus dichtem Gestrüpp und holziger Graslandschaft.

### Fauna
Laut einer Studie von Lavieren & Esser aus dem Jahre 1979 fanden sich im Park Elenantilopen (Taurotragus oryx) mit einer Dichte von 0,44 Eland/ km². So wird die Zahl der seltenen Tiere heute auf 1000 bis 3500 Stück geschätzt. Andere Antilopenarten im Park sind die Kuhantilope (Alcelaphus buselaphus), die Pferdeantilope (Hippotragus equinus), die Kobantilope, der Wasserbock, das Bleichböckchen und verschiedene Ducker. Außerdem findet man im Park das Spitzmaulnashorn (Diceros bicornis). Neben Giraffen soll es noch Geparden geben. Laut einer weiteren Studie existieren im Reservat eine Population von 30 bis ca. 50 Löwen sowie 41 bis ca. 100 Hyänen. Auch Elefanten und Kaffernbüffel sollen im Park präsent sein. Von Januar bis März 2012 sollen mindestens 500 Elefanten von Wilderen getötet worden sein.
Neben Säugetieren findet man mit etwas Glück auch Gelenkschildkröten (Kinixys belliana belliana), den Fächerfingergecko (Ptyodactylus hasselquisti), den Bunten Togoskink (Mabuya perroteti) oder Königspython (Python regius).